# George Nelson (ruimtevaarder)
George Driver Nelson (Charles City, 13 juli 1950) is een Amerikaans voormalig ruimtevaarder. Nelson zijn eerste missie was STS-41-C met de spaceshuttle Challenger en vond plaats op 6 april 1984. Tijdens de missie werd de Solar Maximum Mission satelliet gerepareerd. 
In totaal heeft Nelson drie ruimtevluchten op zijn naam staan. Tijdens zijn missies maakte hij twee ruimtewandelingen. In 1989 verliet hij NASA en ging hij als astronaut met pensioen. 